# DSA-434
La DSA-434 es una carretera perteneciente a la Red Secundaria de la Diputación Provincial de Salamanca que une la  CL-517  con la localidad de Peralejos de Arriba.

## Origen y Destino
La carretera  DSA-434  tiene su origen en Peralejos de Arriba en la intersección con la carretera  CL-517 , y termina en el casco urbano de Peralejos de Arriba, formando parte de la Red de carreteras de Salamanca.